# Mistrzostwa Azji w Piłce Siatkowej Kobiet 2007
Mistrzostwa Azji w piłce siatkowej kobiet 2007 – 14 finał Mistrzostw Azji w piłce siatkowej kobiet, które we wrześniu 2007 odbyły się w Nakhon Ratchasima, Tajlandia. Wzięło w nich udział 13 czołowych krajowych reprezentacji. 

## Rozgrywki grupowe
| Grupa A                                                      | Grupa B                                            | Grupa C                                                                  | Grupa D                                                                  |
| ------------------------------------------------------------ | -------------------------------------------------- | ------------------------------------------------------------------------ | ------------------------------------------------------------------------ |
| Miasto : Nakhon Ratchasima Tajlandia Australia Tadżykistan * | Miasto : Nakhon Ratchasima Chiny Wietnam Sri Lanka | Miasto : Nakhon Ratchasima Kazachstan Chińskie Tajpej Iran Nowa Zelandia | Miasto : Nakhon Ratchasima Japonia Korea Południowa Uzbekistan Indonezja |

* - drużyna wycofała się z turnieju

## Pierwsza faza grupowa

### Grupa A
- 5 września

|           |     |           |                       |  |
| Tajlandia | 3:0 | Australia | (25:13, 25:11, 25:12) |  |

| Poz. | Reprezentacja | Pkt | Mecze | Mecze | Mecze | Małe punkty | Małe punkty | Małe punkty | Sety  | Sety | Sety  |
| Poz. | Reprezentacja | Pkt | M     | Z     | P     | wyg.        | prz.        | ratio       | zdob. | str. | ratio |
| ---- | ------------- | --- | ----- | ----- | ----- | ----------- | ----------- | ----------- | ----- | ---- | ----- |
| 1    | Tajlandia     | 2   | 1     | 1     | 0     | 75          | 36          | 2,083       | 3     | 0    | MAX   |
| 2    | Australia     | 1   | 1     | 0     | 1     | 36          | 75          | 0,480       | 0     | 3    | 0,000 |

Legenda: Poz. – pozycja, Pkt – liczba punktów, M – liczba meczów, Z – mecze wygrane, P – mecze przegrane, wyg. – sety wygrane, prz. – sety przegrane, zdob. – małe punkty zdobyte, str. – małe punkty stracone

### Grupa B
- 5 września

|         |     |           |                      |  |
| Wietnam | 3:0 | Sri Lanka | (25:11, 25:9, 25:10) |  |

- 6 września

|       |     |         |                       |  |
| Chiny | 3:0 | Wietnam | (25:14, 25:11, 25:15) |  |

- 7 września

|           |     |       |                    |  |
| Sri Lanka | 0:3 | Chiny | (6:25, 6:25, 8:25) |  |

| Poz. | Reprezentacja | Pkt | Mecze | Mecze | Mecze | Małe punkty | Małe punkty | Małe punkty | Sety  | Sety | Sety  |
| Poz. | Reprezentacja | Pkt | M     | Z     | P     | wyg.        | prz.        | ratio       | zdob. | str. | ratio |
| ---- | ------------- | --- | ----- | ----- | ----- | ----------- | ----------- | ----------- | ----- | ---- | ----- |
| 1    | Chiny         | 4   | 2     | 2     | 0     | 150         | 60          | 2,500       | 6     | 0    | MAX   |
| 2    | Wietnam       | 3   | 2     | 1     | 1     | 115         | 105         | 1,095       | 3     | 3    | 1,000 |
| 3    | Sri Lanka     | 2   | 2     | 0     | 2     | 50          | 150         | 0,333       | 0     | 6    | 0,000 |

Legenda: Poz. – pozycja, Pkt – liczba punktów, M – liczba meczów, Z – mecze wygrane, P – mecze przegrane, wyg. – sety wygrane, prz. – sety przegrane, zdob. – małe punkty zdobyte, str. – małe punkty stracone

### Grupa C
- 5 września

|               |     |                 |                      |  |
| Nowa Zelandia | 0:3 | Chińskie Tajpej | (19:25, 6:25, 13:25) |  |

|            |     |      |                       |  |
| Kazachstan | 3:0 | Iran | (25:10, 25:16, 25:12) |  |

- 6 września

|            |     |               |                       |  |
| Kazachstan | 3:0 | Nowa Zelandia | (25:15, 25:16, 25:17) |  |

|                 |     |      |                       |  |
| Chińskie Tajpej | 3:0 | Iran | (25:10, 25:13, 25:21) |  |

- 7 września

|               |     |      |                              |  |
| Nowa Zelandia | 3:1 | Iran | (25:23, 25:20, 20:25, 27:25) |  |

|                 |     |            |                       |  |
| Chińskie Tajpej | 0:3 | Kazachstan | (22:25, 16:25, 16:25) |  |

| Poz. | Reprezentacja   | Pkt | Mecze | Mecze | Mecze | Małe punkty | Małe punkty | Małe punkty | Sety  | Sety | Sety  |
| Poz. | Reprezentacja   | Pkt | M     | Z     | P     | wyg.        | prz.        | ratio       | zdob. | str. | ratio |
| ---- | --------------- | --- | ----- | ----- | ----- | ----------- | ----------- | ----------- | ----- | ---- | ----- |
| 1    | Kazachstan      | 6   | 3     | 3     | 0     | 225         | 140         | 1,607       | 9     | 0    | MAX   |
| 2    | Chińskie Tajpej | 5   | 3     | 2     | 1     | 204         | 157         | 1,299       | 6     | 3    | 2,000 |
| 3    | Nowa Zelandia   | 4   | 3     | 1     | 2     | 183         | 243         | 0,753       | 3     | 7    | 0,429 |
| 4    | Iran            | 3   | 3     | 0     | 3     | 175         | 247         | 0,709       | 1     | 9    | 0,111 |

Legenda: Poz. – pozycja, Pkt – liczba punktów, M – liczba meczów, Z – mecze wygrane, P – mecze przegrane, wyg. – sety wygrane, prz. – sety przegrane, zdob. – małe punkty zdobyte, str. – małe punkty stracone

### Grupa D
- 5 września

|                  |     |           |                       |  |
| Korea Południowa | 3:0 | Indonezja | (25:17, 25:19, 25:11) |  |

|         |     |            |                      |  |
| Japonia | 3:0 | Uzbekistan | (25:8, 25:10, 25:11) |  |

- 6 września

|         |     |                  |                       |  |
| Japonia | 3:0 | Korea Południowa | (25:18, 25:15, 25:19) |  |

|            |     |           |                       |  |
| Uzbekistan | 0:3 | Indonezja | (16:25, 16:25, 16:25) |  |

- 7 września

|         |     |           |                       |  |
| Japonia | 3:0 | Indonezja | (25:16, 25:15, 25:13) |  |

|                  |     |            |                       |  |
| Korea Południowa | 3:0 | Uzbekistan | (25:13, 25:15, 25:14) |  |

| Poz. | Reprezentacja    | Pkt | Mecze | Mecze | Mecze | Małe punkty | Małe punkty | Małe punkty | Sety  | Sety | Sety  |
| Poz. | Reprezentacja    | Pkt | M     | Z     | P     | wyg.        | prz.        | ratio       | zdob. | str. | ratio |
| ---- | ---------------- | --- | ----- | ----- | ----- | ----------- | ----------- | ----------- | ----- | ---- | ----- |
| 1    | Japonia          | 6   | 3     | 3     | 0     | 225         | 125         | 1,800       | 9     | 0    | MAX   |
| 2    | Korea Południowa | 5   | 3     | 2     | 1     | 202         | 164         | 1,232       | 6     | 3    | 2,000 |
| 3    | Indonezja        | 4   | 3     | 1     | 2     | 166         | 198         | 0,838       | 3     | 6    | 0,500 |
| 4    | Uzbekistan       | 3   | 3     | 0     | 3     | 119         | 225         | 0,529       | 0     | 9    | 0,000 |

Legenda: Poz. – pozycja, Pkt – liczba punktów, M – liczba meczów, Z – mecze wygrane, P – mecze przegrane, wyg. – sety wygrane, prz. – sety przegrane, zdob. – małe punkty zdobyte, str. – małe punkty stracone

## Druga faza grupowa

### Grupa E
- 8 września

|            |     |           |                       |  |
| Kazachstan | 3:0 | Australia | (25:16, 25:11, 25:13) |  |

|           |     |                 |                       |  |
| Tajlandia | 3:0 | Chińskie Tajpej | (25:12, 25:19, 25:23) |  |

- 9 września

|           |     |            |                              |  |
| Tajlandia | 3:1 | Kazachstan | (18:25, 25:20, 25:17, 25:19) |  |

|           |     |                 |                       |  |
| Australia | 0:3 | Chińskie Tajpej | (11:25, 19:25, 22:25) |  |

| Poz. | Reprezentacja   | Pkt | Mecze | Mecze | Mecze | Sety | Sety | Sety  | Małe punkty | Małe punkty | Małe punkty |
| Poz. | Reprezentacja   | Pkt | M     | Z     | P     | wyg. | prz. | ratio | zdob.       | str.        | ratio       |
| ---- | --------------- | --- | ----- | ----- | ----- | ---- | ---- | ----- | ----------- | ----------- | ----------- |
| 1    | Tajlandia       | 6   | 3     | 3     | 0     | 243  | 171  | 1,421 | 9           | 1           | 9,000       |
| 2    | Kazachstan      | 5   | 3     | 2     | 1     | 231  | 187  | 1,235 | 7           | 3           | 2,333       |
| 3    | Chińskie Tajpej | 4   | 3     | 1     | 2     | 183  | 202  | 0,906 | 3           | 6           | 0,500       |
| 4    | Australia       | 3   | 3     | 0     | 3     | 128  | 225  | 0,569 | 0           | 9           | 0,000       |

Legenda: Poz. – pozycja, Pkt – liczba punktów, M – liczba meczów, Z – mecze wygrane, P – mecze przegrane, wyg. – sety wygrane, prz. – sety przegrane, zdob. – małe punkty zdobyte, str. – małe punkty stracone

### Grupa F
- 8 września

|         |     |         |                       |  |
| Japonia | 3:0 | Wietnam | (25:20, 25:16, 25:16) |  |

|       |     |                  |                              |  |
| Chiny | 3:1 | Korea Południowa | (19:25, 25:15, 25:16, 25:14) |  |

- 9 września

|       |     |         |                       |  |
| Chiny | 0:3 | Japonia | (23:25, 27:29, 19:25) |  |

|         |     |                  |                                     |  |
| Wietnam | 2:3 | Korea Południowa | (17:25, 25:18, 25:18, 25:27, 12:15) |  |

| Poz. | Reprezentacja    | Pkt | Mecze | Mecze | Mecze | Sety | Sety | Sety  | Małe punkty | Małe punkty | Małe punkty |
| Poz. | Reprezentacja    | Pkt | M     | Z     | P     | wyg. | prz. | ratio | zdob.       | str.        | ratio       |
| ---- | ---------------- | --- | ----- | ----- | ----- | ---- | ---- | ----- | ----------- | ----------- | ----------- |
| 1    | Japonia          | 6   | 3     | 3     | 0     | 229  | 173  | 1,324 | 9           | 0           | MAX         |
| 2    | Chiny            | 5   | 3     | 2     | 1     | 238  | 189  | 1,259 | 6           | 4           | 1,500       |
| 3    | Korea Południowa | 4   | 3     | 1     | 2     | 225  | 273  | 0,824 | 4           | 8           | 0,500       |
| 4    | Wietnam          | 3   | 3     | 0     | 3     | 196  | 253  | 0,775 | 2           | 9           | 0,222       |

Legenda: Poz. – pozycja, Pkt – liczba punktów, M – liczba meczów, Z – mecze wygrane, P – mecze przegrane, wyg. – sety wygrane, prz. – sety przegrane, zdob. – małe punkty zdobyte, str. – małe punkty stracone

## Klasyfikacja końcowa
| Miejsce | Zespół           |
| ------- | ---------------- |
|         | Japonia          |
|         | Chiny            |
|         | Tajlandia        |
| 4       | Korea Południowa |
| 5       | Kazachstan       |
| 6       | Chińskie Tajpej  |
| 7       | Wietnam          |
| 8       | Australia        |
| 9       | Indonezja        |
| 10      | Sri Lanka        |
| 11      | Nowa Zelandia    |
| 12      | Iran             |
| 13      | Uzbekistan       |

## Nagrody indywidualne
- MVP:  Miyuki Takahashi
- Najlepsza punktująca:  Jelena Pawłowa
- Najlepsza atakująca:  Xue Ming
- Najlepsza blokująca:  Pleumjit Thinkaow
- Najlepsza serwująca:  Saori Kimura
- Najlepsza rozgrywająca:  Nootsara Tomkom
- Najlepsza libero:  Wanna Buakaew
- Najlepsza broniąca: Yūko Sano